# 圣日耳曼德茹
圣日耳曼德茹（法語：Saint-Germain-de-Joux，法語發音：[sɛ̃ ʒɛʁmɛ̃ də ʒu]）是法国安省的一个市镇，位于该省东北部，属于楠蒂阿区。

## 地理
圣日耳曼德茹（46°10'40"N, 5°44'18"E）面积11.27 平方千米，位于法国奥弗涅-罗讷-阿尔卑斯大区安省，该省份为法国东部省份，北起汝拉省，西北接索恩-卢瓦尔省，西接罗讷省和里昂大都会，南至伊泽尔省，东与萨瓦省、上萨瓦省和瑞士接壤。
与圣日耳曼德茹接壤的市镇（或旧市镇、城区）包括：尚弗罗米耶、沙里、埃沙隆、日龙、勒普瓦扎-拉莱里亚、蒙唐日、普拉涅、瓦尔瑟罗讷。

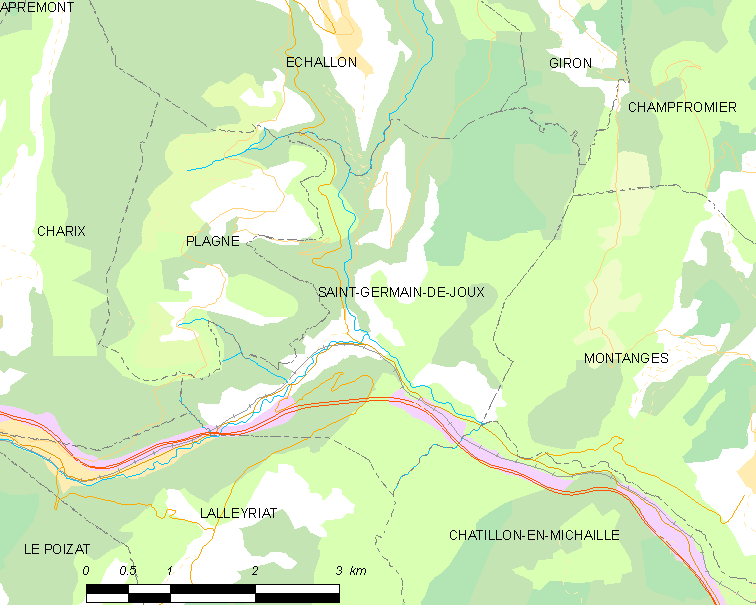
圣日耳曼德茹的OSM定位图

圣日耳曼德茹的时区为UTC+01:00、UTC+02:00（夏令时）。

## 行政
圣日耳曼德茹的邮政编码为01130，INSEE市镇编码为01357。

## 政治
圣日耳曼德茹所属的省级选区为瓦尔瑟罗讷县。

## 人口

1962-2008年间圣日耳曼德茹人口变化图示

圣日耳曼德茹于2022年1月1日时的人口数量为505人。